# The Invincibles
„The Invincibles” – termin w piłce angielskiej odnoszący się do dwóch drużyn – Preston North End z lat 80. XIX wieku oraz Arsenalu z sezonu 2003/2004. Kluby te wygrały wówczas pierwszą ligę angielską bez żadnej porażki, zdarzenie takie miało miejsce tylko dwukrotnie w historii piłki angielskiej.
Termin invincible został pierwszy raz użyty w stosunku do Preston w 1883 przez korespondenta z Blackburn, który drwił ze szkockich profesjonalnych piłkarzy. W sezonie 1888/1889 Preston North End nie tylko został mistrzem kraju (końcowy bilans Preston to 18 zwycięstw, 4 remisy i 0 porażek), ale zdobył również Puchar Anglii. W rozgrywkach pucharowych nie stracił ani jednej bramki. Preston North End jako pierwszy klub w Anglii zdobył dublet. Spośród pięciu zespołów angielskich, które kiedykolwiek zdobyły mistrzostwo Anglii i puchar kraju w jednym sezonie, Preston jako jedyne uczyniło to niepokonane.
Arsenal w sezonie 2003/2004 został mistrzem Anglii, wygrywając ligę bez żadnej porażki. Londyński klub rozegrał jednak więcej spotkań niż Preston (38). Ich końcowy ligowy bilans to 26 zwycięstw i 12 remisów. Łącznie drużyna nie przegrała żadnego z 38 spotkań Premier League czego nie dokonał wcześniej żaden angielski zespół. Arsenal w tym czasie nie przegrał 49 meczów z rzędu, czym ustalił krajowy rekord. Z tego powodu komisja Premier League przygotowała dla klubu specjalną złotą wersję Trofeum Premiership.
W sezonie 1893/94 Liverpool również zakończył rozgrywki jako niepokonany, jednakże miało to miejsce w Second Division.

## Skład Arsenalu z sezonu 2003/2004
Na podstawie ArseWeb
| Nr | Poz. | Piłkarz                       |
| -- | ---- | ----------------------------- |
| 1  | BR   | Jens Lehmann                  |
| 3  | OB   | Ashley Cole                   |
| 4  | PO   | Patrick Vieira (kapitan)      |
| 5  | OB   | Martin Keown (2. wicekapitan) |
| 7  | PO   | Robert Pirès                  |
| 8  | PO   | Fredrik Ljungberg             |
| 9  | NA   | Francis Jeffers               |
| 10 | NA   | Dennis Bergkamp               |
| 11 | NA   | Sylvain Wiltord               |
| 12 | PO   | Lauren                        |
| 13 | BR   | Stuart Taylor                 |
| 14 | NA   | Thierry Henry                 |
| 15 | PO   | Ray Parlour (1. wicekapitan)  |
| 16 | PO   | Giovanni van Bronckhorst      |
| 17 | PO   | Edu                           |
| 18 | OB   | Pascal Cygan                  |
| 19 | PO   | Gilberto Silva                |
| 20 | OB   | Philippe Senderos             |

| Nr | Poz. | Piłkarz               |
| -- | ---- | --------------------- |
| 22 | OB   | Gaël Clichy           |
| 22 | NA   | José Antonio Reyes    |
| 23 | OB   | Sol Campbell          |
| 24 | BR   | Rami Shaaban          |
| 25 | NA   | Nwankwo Kanu          |
| 27 | OB   | Efstathios Tawlaridis |
| 28 | OB   | Kolo Touré            |
| 30 | NA   | Jérémie Aliadière     |
| 33 | BR   | Graham Stack          |
| 39 | NA   | David Bentley         |
| 45 | OB   | Justin Hoyte          |
| 51 | OB   | Frank Simek           |
| 52 | PO   | John Spicer           |
| 53 | PO   | Jerome Thomas         |
| 54 | NA   | Quincy Owusu-Abeyie   |
| 55 | PO   | Ólafur Ingi Skúlason  |
| 56 | NA   | Ryan Smith            |
| 57 | PO   | Cesc Fàbregas         |